# 事件受理の申立
事件受理の申立（じけんじゅりのもうしたて）とは、刑事事件において高等裁判所がした判決に対し、最高裁判所が法令の解釈に重要な事項を含むと認めるときに上告を受理する制度である。しかしながら、現在においてはほとんど機能していない。なぜなら、最高裁は適法な上告理由に当たらない事件でも重要な事件については判断を示してきたし、通常の上告に比べ、理由書提出期間が短いこともその原因であるとされている。

## 事件受理の申立制度の手続の流れ
1. 上告期間に事件受理申立書を提出（刑訴規則257条、258条）
2. 事件受理申立理由書を判決謄本交付日（判決の際に謄本の交付を受けている時は、申立の日から）14日以内に提出(258条の3)
3. 最高裁判所は申立書の送付の日から14日以内に事件を受理するかどうか決定しなければならない。民事訴訟の上告受理の申立と異なり、14日以内に上告受理決定がなされない場合は判決が確定し棄却決定されたものとみなされる（261条、263条）